# Hannah England
Hannah England (ur. 6 marca 1987) – brytyjska lekkoatletka specjalizująca się w biegach średnich. 
Startuje głównie w biegu na 1500 metrów. W 2006 odpadła w eliminacjach mistrzostw świata juniorów, a rok później była piąta podczas mistrzostw Europy do lat 23. Na mistrzostwach Europy w 2010 uplasowała się na dziesiątej lokacie, a kilka miesięcy później podczas igrzysk Wspólnoty Narodów w Nowym Delhi  była czwarta. Wicemistrzyni świata z Daegu (2011). W 2013 zajęła 4. miejsce na mistrzostwach świata w Moskwie. Szósta zawodniczka mistrzostw Europy w Zurychu (2014). 
Medalistka mistrzostw Wielkiej Brytanii oraz reprezentantka kraju w drużynowych mistrzostwach Europy. 
Rekordy życiowe w biegu na 800 metrów: 1:59,66 (20 sierpnia 2012, Linz); w biegu na 1500 metrów: stadion – 4:01,89 (22 lipca 2011, Barcelona); hala – 4:07,13 (22 lutego 2011, Sztokholm).